# مبرهنة بروث
في نظرية الأعداد، مبرهنة بروث هي اختبار أولية أعداد بروث.
{\displaystyle a^{(p-1)/2}\equiv -1\mod {p}\,\!}